# Décès en 2004
Décès
- 2000
- 2001
- 2002
- 2003
- 2004
- 2005
- 2006
- 2007
- 2008

Cet article présente une liste de personnalités mortes au cours de l'année 2004 dont la date de décès précise est inconnue.
La liste des personnes référencées dans Wikipédia est disponible dans la page de la Catégorie:Décès en 2004

Les mois de l'année font l'objet de listes spécifiques :

## Date précise inconnue
- Habib Hasanov, homme politique azerbaïdjanais (° 5 août 1922).
- Kayama Matazo, peintre japonais (° 24 septembre 1927).
- Hassan Shakir, sculpteur, peintre et auteur irakien (° 1925).

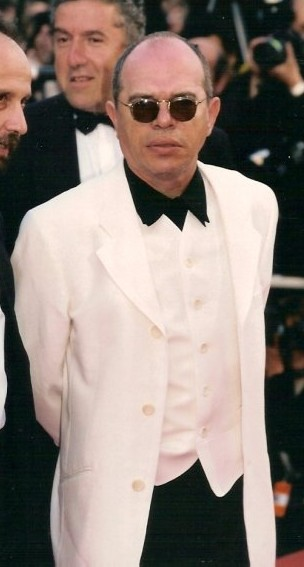
Ticky Holgado en 1997
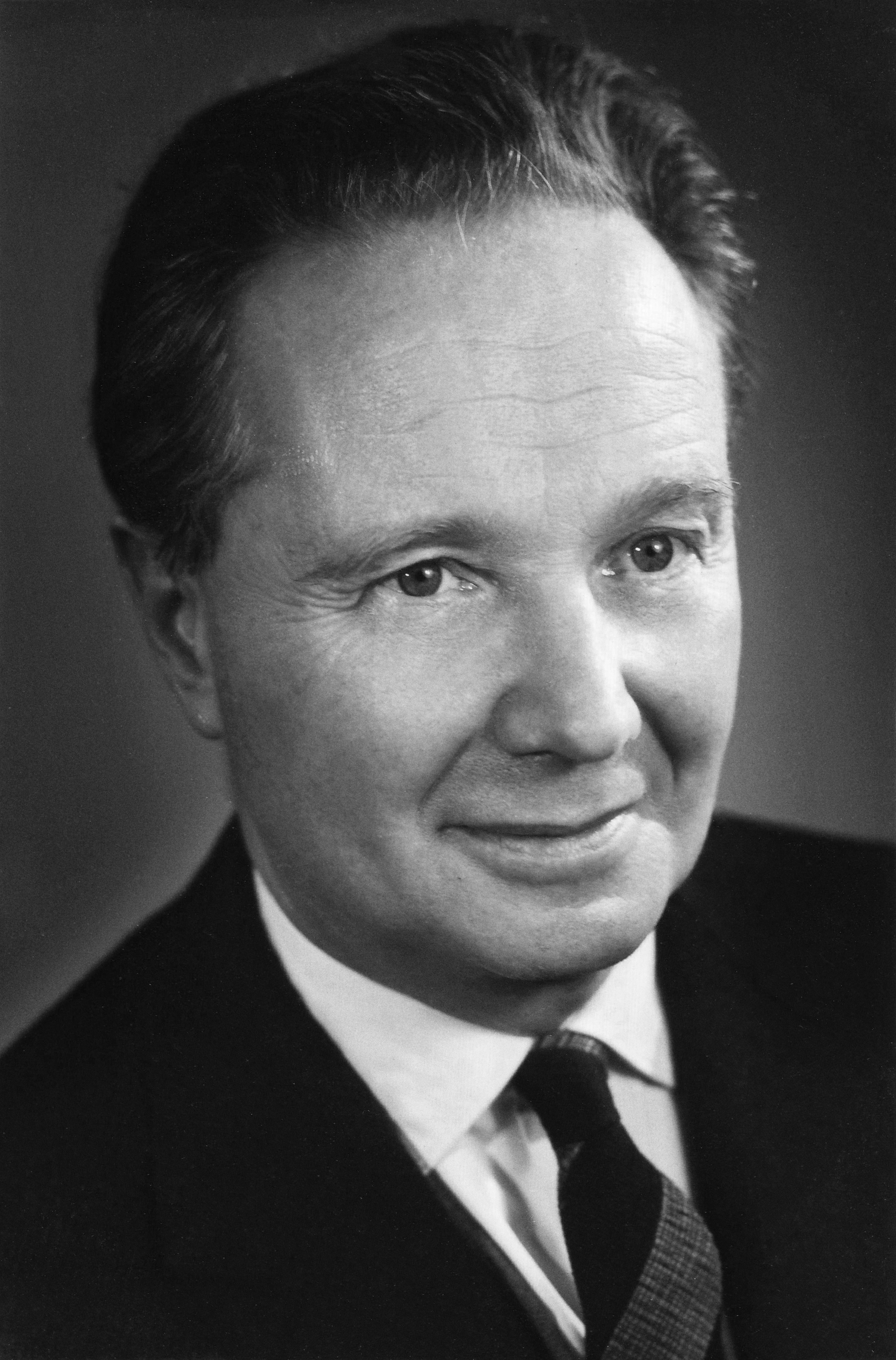
Robert Merle en 1964
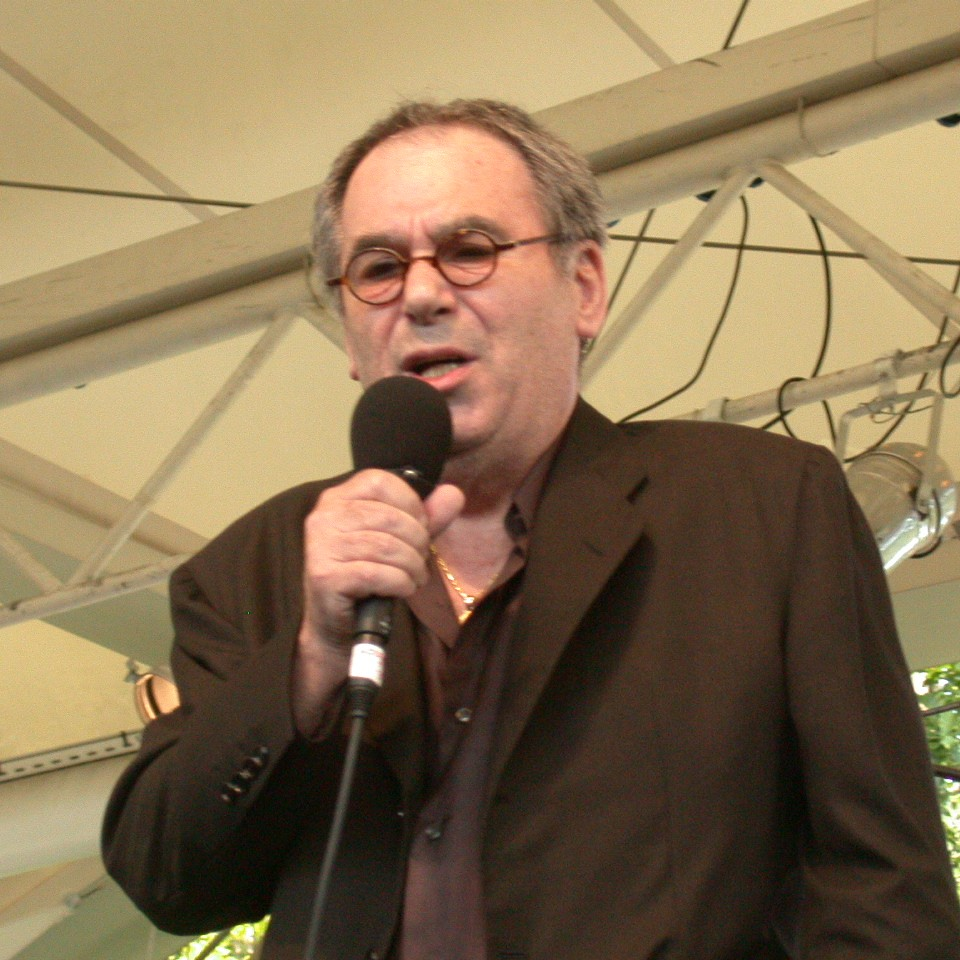
Claude Nougaro en 2003
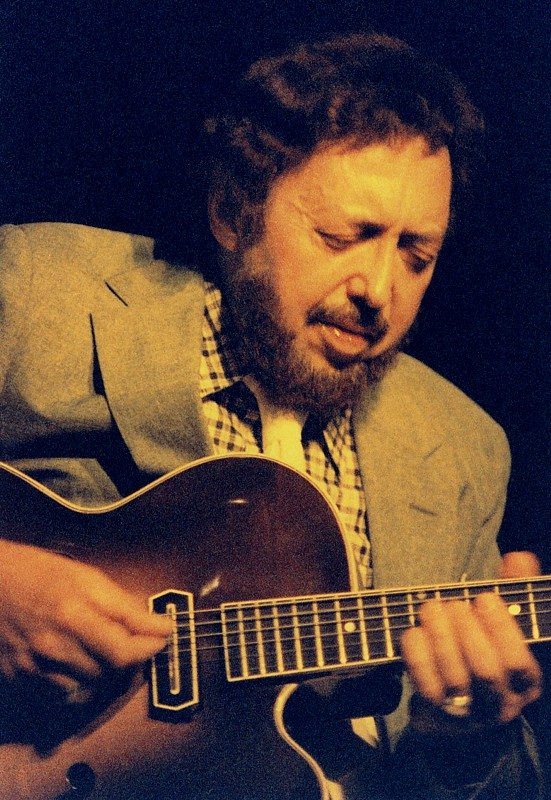
Barney Kessel
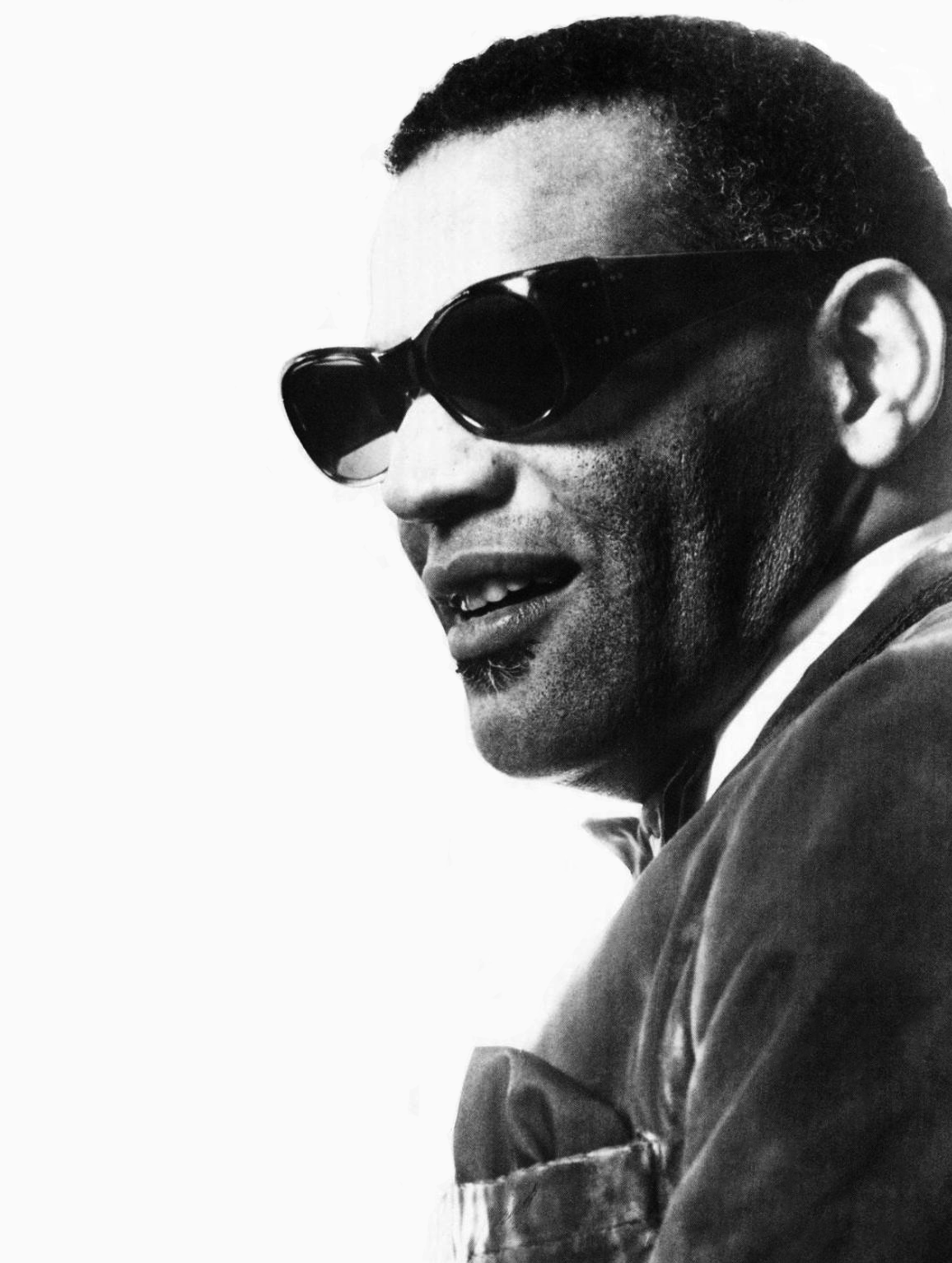
Ray Charles en 1973
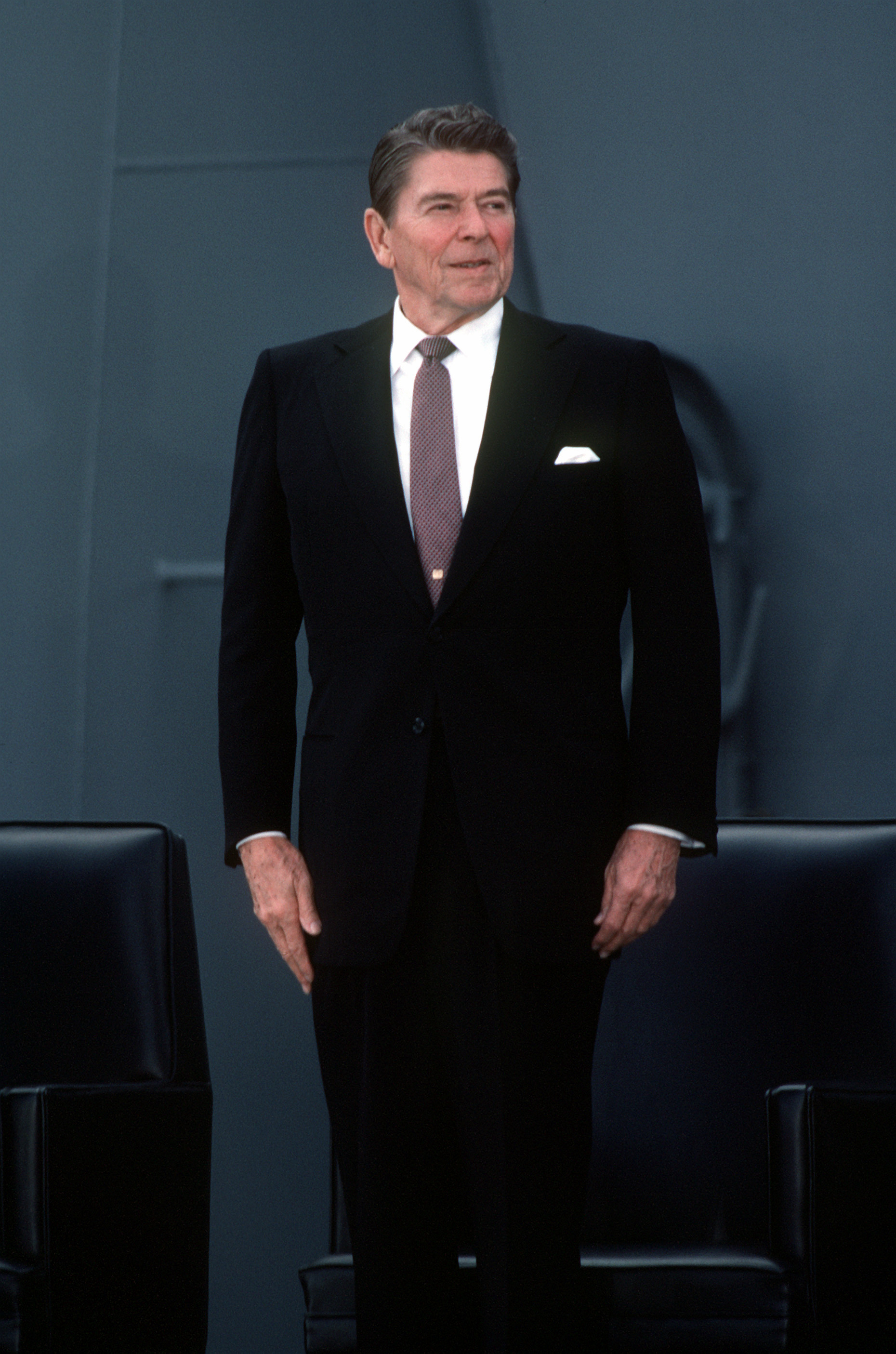
Ronald Reagan en 1982
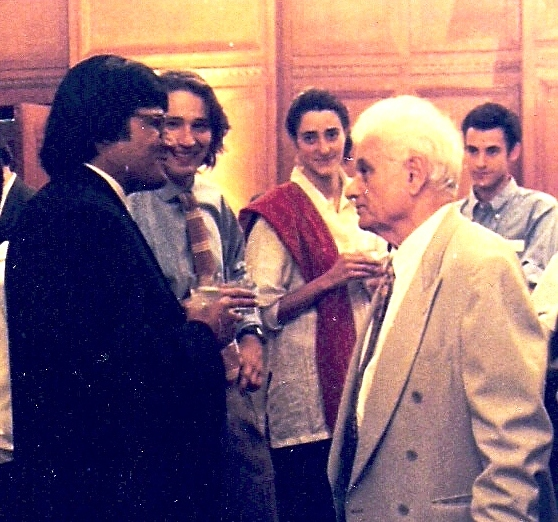
Jacques Derrida (à droite)
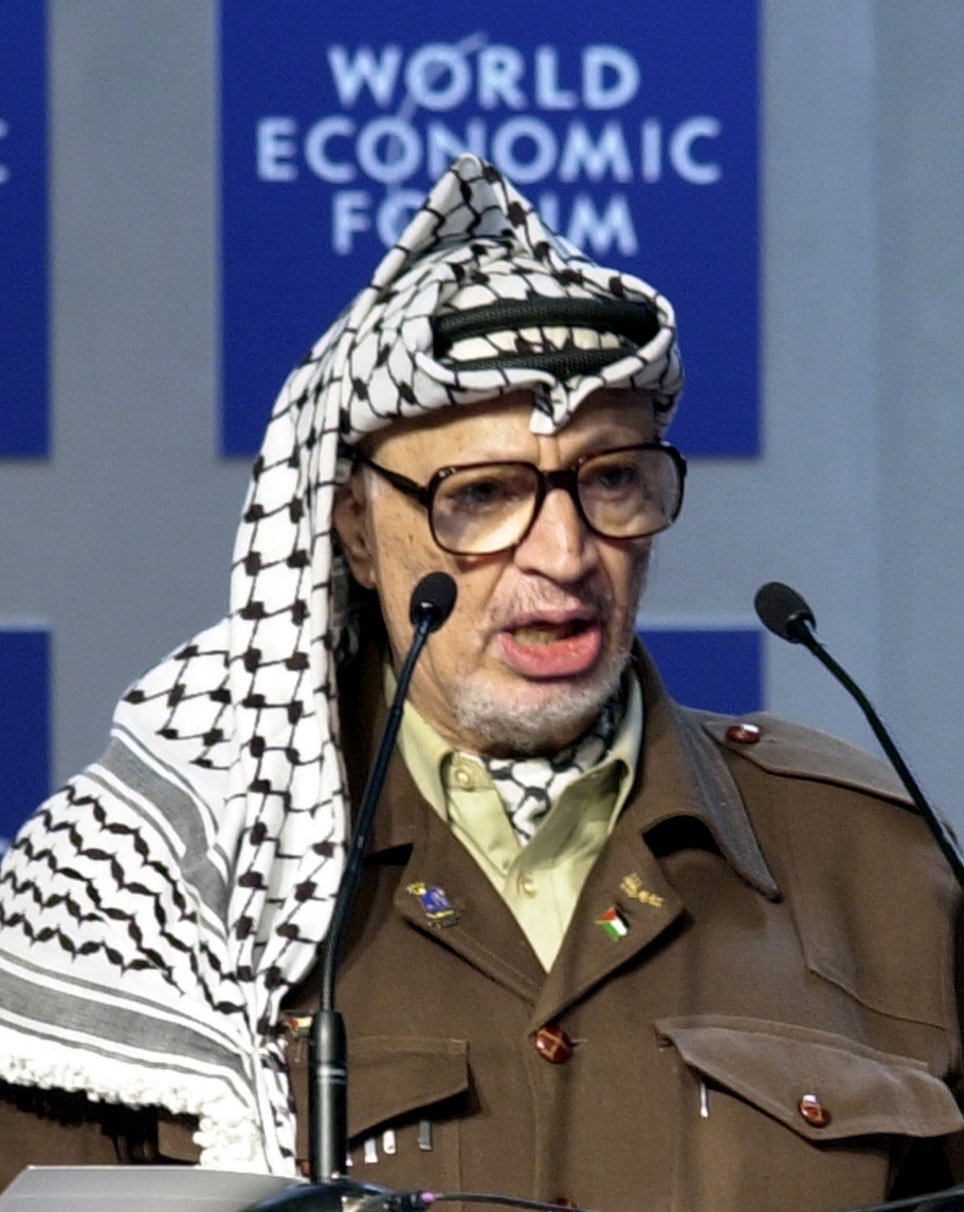
Yasser Arafat en 2001
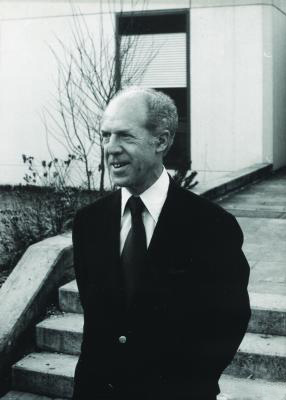
Gérard Debreu en 1977
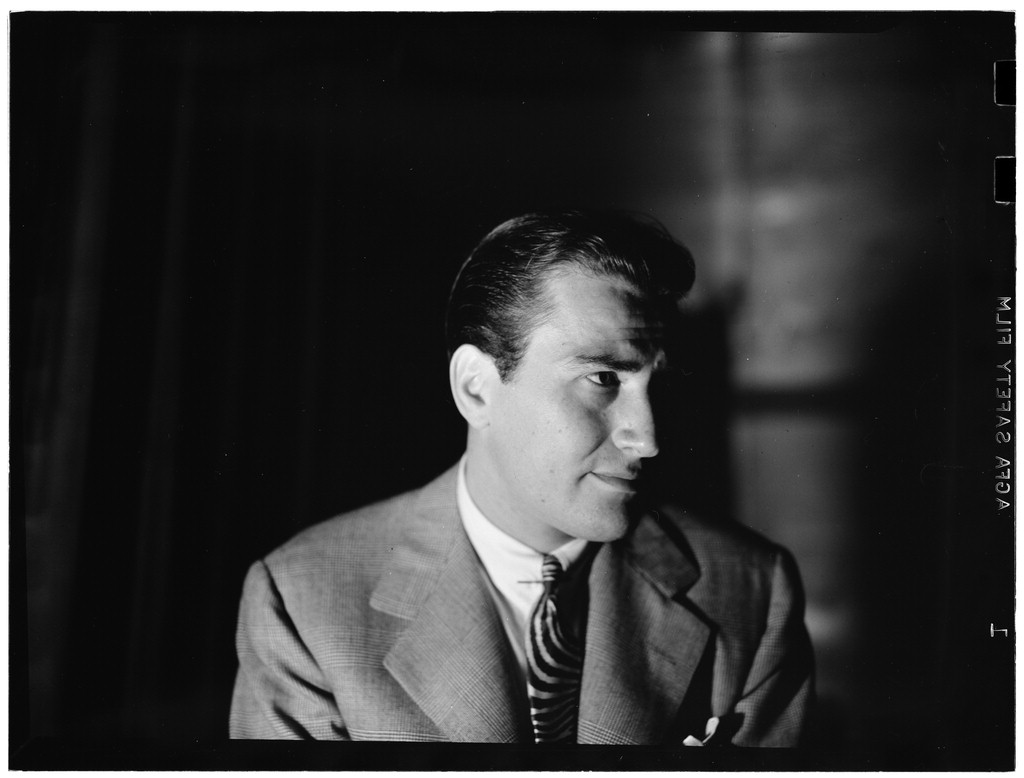
Artie Shaw entre 1946 et 1948